# Suppléance mentale
La suppléance mentale est une stratégie principalement utilisée par les personnes sourdes et malentendantes afin d'interpréter une discussion suivant le contexte, que ce soit en contact visuel direct ou en situation d'audition (comme au téléphone). Dans ce dernier cas, il est fréquent pour un malentendant de ne pas comprendre plus d'un quart des mots, mais finalement de comprendre l'essentiel de la discussion.
Utilisée avec la lecture labiale, ou plutôt lecture maxillofaciale, elle permet de trouver le sens des mots selon le contexte de la discussion, la logique permettant ainsi d'identifier le mot approprié et de lever partiellement des confusions ou malentendus.

## Comment faire des progrès
Des séances de travail et des exercices de mémorisation avec un orthophoniste peuvent apporter des résultats intéressants, voire spectaculaires si l'on a une grande volonté. Les exercices de mémorisation sont très importants car un malentendant doit stocker tous les sons d'une phrase. Presque instantanément le cerveau doit en faire des mots et des phrases logiques en rapport avec le contexte. Si un mot n'est pas logique, le cerveau doit chercher dans sa mémoire les sons entendus juste avant, afin de créer un autre mot plus logique et en rapport avec le sujet. Cela demande un travail et un entrainement énorme, car il faut jongler avec les sons.

## Au téléphone
L'absence de lecture maxillofaciale, comme au téléphone par exemple, demande au malentendant une attention énorme à chaque son entendu (phonème) afin que le cerveau les mette en mémoire et qu'instantanément en sorte des mots et des phrases qui ont un sens logique : c'est cela la suppléance mentale. Cela devient bien plus délicat lors de l'abord des sujets complexes car le cerveau ne peut être simultanément à l'écoute des mots tout en étant totalement absorbé par la compréhension du sujet.

## Comment avoir une discussion efficace
Dans les situations les plus complexes, un malentendant est obligé de diriger la discussion et de canaliser le débat. Ainsi les réponses possibles sont forcément plus restreintes et il en résulte un échange plus efficace pour chacun.

## Dialogue de sourd
Dans les situations de tension ou agressives, il est presque impossible de comprendre son interlocuteur, étant donné qu'il parle plus vite et qu'il est impossible de lui demander de bien articuler lentement. Alors on peut dire au sens propre qu'il s'agit d'un véritable dialogue de sourds.

## Autre cas
Dans un autre contexte, la suppléance mentale permet également de lire et de comprendre un mot très mal orthographié, que le cerveau lit correctement sans que l'on s'en rende compte.